# Граждан Дмитро Андрійович
Дмитро Андрійович Граждан (нар. 12 березня 2004) — український футболіст, центральний захисник «Олександрії».

## Життєпис
У ДЮФЛУ з 2017 по 2021 рік виступав за одеський «Чорноморець». А з 2021 по 2024 рік грав за моряків у юніорському (U-19) чемпіонаті України.
Напередодні старту сезону 2024/25 років перейшов до «Олександрії», де одразу ж потрапив до заявки відродженої «Олександрії-2». На професійному рівні дебютував за резервну команду олександрійців 25 серпня 2024 року в переможному (2:0) виїзному поєдинку 3-го туру групи Б Другої ліги України проти вінницької «Ниви». Дмитро вийшов на поле в стартовому складі та відіграв увесь матч.